# SR N15 class 777 Sir Lamiel
Southern Railway 777 Sir Lamiel — британский пассажирский паровоз типа 2-3-0 серии SR King Arthur class, построенный в июне 1925 года North British Locomotive Company для Southern Railway. Находился в эксплуатации до октября 1961 года. Назван в честь вымышленного рыцаря круглого стола сэра Ламиеля Кардифского, упомянутого в романе Томаса Мэлори «Смерть Артура», где он охарактеризован как «великий любовник»..
По состоянию на 2015 год отреставрированный паровоз является частью коллекции британского Национального музея железнодорожного транспорта и находится под опекой 5305 Locomotive Association. Эксплуатируется на Great Central Railway, исторической железной дороге в Лестершире.
Sir Lamiel осуществляет регулярные пассажирские перевозки на сохранившейся части Great Central Railway. Появлялся в качестве паровоза  Great Western Railway в детективном сериале ITV «Пуаро Агаты Кристи» в эпизодах «Плимутский Экспресс» и «Двойная улика» (премьера в британском эфире в 1991 году). В 1995 году появлялся в телефильме «Би-би-си» Cruel Train, экранизации романа «Человек-зверь», рассказывающем о машинисте-убийце.
После ремонта в Tyseley and Loughborough в октябре 2012 года впервые окрашен в малахитовый цвет под номером 777, ранее носил ливрею Southern Railway оливкового цвета и тот же номер, а ещё ранее — зелёную ливрею British Railways и номер 30777, под которым поступил на реставрацию.

## Технические характеристики
Магистральный пассажирский паровоз с двумя цилиндрами. Осевая формула — 2-3-0 (по британской классификации — 4-6-0). Ширина колеи стандартная. В качестве топлива использовал уголь. Рекорд скорости, установленный паровозом этого класса составляет 140 км/ч (SR N15 class E449 Sir Torre).
Имеет два цилиндра размером 520 × 710 мм. Диаметр ведущих колёс 2 м, бегунковых — 0,94 м. Длина 20,26 м. Вес 82,2 т. Давление пара в котле — 1,38 МПа (200 psi). Тендер: запас воды 22700 л, запас угля 5,1 т.